# Julius Gmelin
Julius Gmelin (* 28. April 1859 in Ludwigsburg; † 29. August 1919 in Großgartach) war evangelischer Pfarrer in Waldenburg, Großaltdorf und Großgartach. Er hat verschiedene Schriften theologischer Natur und zur Heimatgeschichte verfasst und war Pfleger der Württembergischen Kommission für Landesgeschichte.

## Leben
Nach dem Besuch der evangelischen Seminare in Maulbronn und Blaubeuren studierte er Theologie in Tübingen und war seit 1877 Mitglied der Studentenverbindung Tübinger Königsgesellschaft Roigel. Danach war er Vikar in Plattenhardt und Rohrdorf. In seiner Vikariatszeit in Plattenhardt heiratete er die Pfarrerstochter Elise Kriech. 1884 wurde er zweiter Stadtpfarrer in Waldenburg, 1888 Pfarrer in Großaltdorf. In Großaltdorf begann seine publizistische Tätigkeit mit einer theologischen Schrift über Evangelische Freiheit. Auf Anregung von Professor Bernhard Kugler verfasste er anschließend eine Streitschrift gegen das Werk von Hans Putz über die Prozesse gegen den Templerorden. 1890 promovierte er zum Dr. phil. Er äußerte sich bereits früh kritisch zu Kircheninhalten und zur Organisation und Leitung der evangelischen Landeskirche. 1902 wurde er vom Landeskirchenkonsistorium dafür geahndet, dass er eine Predigt gehalten hatte, in der er die leibliche Auferstehung Jesu Christi in Frage stellte. 1904 wurde er als Pfleger in die Württembergische Kommission für Landesgeschichte berufen. 1905 kam er als Pfarrer nach Großgartach. Dort ließ er ein neues Gemeindehaus mit Kindergarten erbauen und 1912–1913 die neue Lorenzkirche. Außerdem widmete er sich in der Zeit in Großgartach der Geschichte der Reichsstadt Schwäbisch Hall, über die er ein Geschichtswerk mit Schwerpunkt auf Mittelalter und Reformationszeit verfasste. Er gründete außerdem die Gemeinde-Zeitung Heuchelberger Warte und setzte sich in Artikeln in der Neckar-Zeitung kritisch mit Vorgängen innerhalb der Evangelischen Kirche auseinander. Seine kritische Haltung führte zu mehreren von der Landeskirche angestrebten Disziplinarverfahren, die in Geldstrafen mündeten. 1911 zählte er zu den Gründern der Vereinigung Freunde evangelischer Freiheit in Württemberg. Er verfasste außerdem auch kritische Artikel über die Zensurpraxis, über den Völkermord an den Armeniern und über die Auswüchse des Militarismus.
Seiner Ehe mit Elise Kriech entstammten elf Kinder, darunter vier Söhne. Alle Söhne starben jedoch noch vor dem Vater. Der Sohn Max wanderte nach Brasilien aus, wo er nach wenigen Tagen der Malaria erlag. Sohn Wilhelm studierte Tiermedizin und schied durch Selbstmord aus dem Leben. Die beiden anderen Söhne fielen im Ersten Weltkrieg. Gmelin selbst verstarb im Alter von 60 Jahren an einem nächtlichen Herzschlag.
Ihm zu Ehren wurden in Schwäbisch Hall und in Großgartach Straßen benannt.

## Veröffentlichungen
- Evangelische Freiheit. Auch ein Versuch zur Lösung der sozialen Frage. Fues, Tübingen 1892.

- Schuld oder Unschuld des Templerordens. Kritischer Versuch zur Lösung der Frage. Kohlhammer, Stuttgart 1893.
- Die Regel des Templerordens. Kritisch untersucht. In: Mitteilungen des Instituts für Österreichische Geschichtsforschung, Bd. 14 (1893), S. 194–236.
- (Hrsg.): Hällische Geschichte. Geschichte der Reichsstadt Hall und ihres Gebiets, nebst einem Überblick über die Nachbargebiete. Hauptbd. u. zwei Ergänzungen. Staib, Schwäbisch Hall 1896–1903.
- Hall in der Reformationszeit. In: Blätter für württembergische Kirchengeschichte, N.F., Bd. 3 (1899), S. 90–127.
- Hall im Reformatonsjahrhundert. In Württembergisch Franken. Jahrbuch 1900, S. 1–69.
- Die Brenz-Litteratur von 1899. In: Theologische Rundschau, Bd. 3 (1900), S. 165–180.
- Die Verwertung der Kirchenbücher. In: Deutsche Geschichtsblätter, Bd. 1 (1900), S. 157–170.
- Hall in der zweiten Hälfte des 16. Jahrhunderts (bezw. vom Schmalkaldischen bis zum Dreissigjährigen Kriege). In: Württembergisch Franken. Jahrbuch 1903, S. 141–201.
- Bevölkerungsbewegung im Hällischen seit Mitte des 16. Jahrh. In: Allgemeines statistisches Archiv, Bd. 6 (1904), S. 240–283.
- Materialien zur württembergischen Verfassungs-Revision. Scheufele, Stuttgart 1905.
- Die historisch-statistische Bedeutung der Kirchenbücher. In: Mitteilungen der Zentralstelle für deutsche Personen- und Familiengeschichte, 7. Heft (1910), S. 1–25 (Digitalisat).
- Deutschlands Niedergang oder Warum wir nicht siegen durften. Zentralstelle zur Verbreitung guter deutschen Literatur. Winnenden 1920.
- Das Öttinger Gesangbuch. In: Beiträge zur bayerischen Kirchengeschichte, Bd. 32 (1925), S. 9–31.